# Agregat monetari

La zona euro (2011)

Un agregat monetari és un agregat creat per a mesurar l'oferta monetària, és a dir, la suma del diner en circulació dins d'una economia. Secularment s'ha identificat l'oferta monetària amb els diners en el seu sentit més estricte, el que avui es coneix com a M1, és a dir els diners en efectiu que tenen els ciutadans a les seves butxaques més els que tenen guardats als bancs comercials. Arran del desenvolupament financer dels anys vuitanta del segle XX es produí una transformació en el suport dels diner com ara les targetes de crèdit i els dipòsits amb major rendibilitat a curt termini amb liquiditat similar als comptes a la vista. Davant aquests canvis es creà la M2 i la M3, nous agregats monetaris que inclouen els nous suports del diner i que són els utilitzats pel Banc Central Europeu en el marc de la política monetària de l'euro. En alguns altres països s'han arribat a crear agregats monetaris més amplis coneguts com a M4, M5, M6 i M7.
El Banc Central Europeu utilitzats per a mesurar l'oferta monetària a la zona euro són:
- La M1: «Diner en sentit estricte» (o Agregat monetari M1 o Disponibilitat líquida) és un agregat monetari que suma totes les monedes metàl·liques, tots els bitllets bancaris, i tots els traveler's checks que estan a les carteres dels ciutadans de la zona euro, més la suma de totes les anotacions en compte dels comptes corrents a la vista en els bancs comercials de la zona euro.[1] Se la defineix com a «diner en sentit estricte» perquè és l'efectiu circulant d'immediata disponibilitat en una economia com a mitjà de pagament.
- La M2: (o Agregat monetari M2) És la M1, més els dipòsits d'estalvi -disponibles amb preavís de fins a tres mesos-, més els dipòsits a termini de fins a dos anys.
- La M3: (o Agregat monetari M3) És la M2, més els instruments financers negociables, en particular, les cessions temporals de diners REPOs de venciment més gran que un dia, les participacions en fons del mercat monetari i els valors diferents de les accions fins a dos anys emesos per les instituciones financeres monetàries.[2]

La Reserva Federal dels Estats Units calculà la M3 fins al 26 de març del 2006, moment en el qual deixà de publicar-la informant que aquesta dada no aportava un valor significatiu en comparació a la M2, així com que la M3 no s'estava emprant per a determinar la política monetària, de manera que els costos de recollida de dades, càlcul i publicació no eren necessaris. Fins aleshores havia determinat la M3 com la suma de la M2 (la M1 més els dipòsits d'estalvi: MMDA, petits dipòsits temporals, i MMMF —Money Market Mutual Funds— minoristes) més els grans dipòsits no inclosos ni en la M1 ni en la M2, com ara els REPOs de 100.000$ o més, els MMMF majoristes i institucionals, així com els dipòsits Eurodollar de bancs americans situats a l'estranger.